# Atuário

Ampulheta, símbolo do profissional em actuária

Atuário é o termo que designa o profissional especialista em avaliar e administrar riscos. O atuário deve ter formação académica em Ciências atuariais (português brasileiro) ou Atuariado (português europeu), ter conhecimentos em matemática, estatística, direito, economia e finanças, para agir no mercado económico-financeiro na promoção de pesquisas e estabelecimento de planos principalmente na área de seguros, previdência complementar aberta ou fechada, ou fundos de pensões e sendo capaz de analisar concomitantemente as mudanças financeiras e sociais no mundo.
Este profissional é capaz de criar modelos matemáticos para planos de investimento e amortização, para seguro social e privado; efetuar cálculos de probabilidade de eventos, avaliar riscos, fixar valores de prémios de seguro ou de indemnizações e, ainda, trabalhar em outras áreas coligadas ao tema de risco.

## Origem do termo
A origem do termo remonta à história antiga onde, entre os romanos, os actuarii (plural de actuarius) eram escribas que redigiam as atas do senado. Por meio de sinais convencionados, reduziam a linguagem escrita nos discursos e debates. Posteriormente, o termo passou a designar também os escrivães públicos que registavam nascimentos e óbitos. Até os dias de hoje, o Vaticano utiliza o termo "atuário" para designar um dos membros das comissões formadas para os processos de beatificação (Tribunal da Vida e Virtudes do Servo de Deus e Tribunal de Milagre do Servo de Deus), chamado notário atuário.
No século XVII, passaram a ser conhecidos como atuários os pesquisadores que organizavam modelos estatísticos-populacionais, como as Tábuas de Vida. Deste grupo de cientistas é que sairiam os "primeiros atuários modernos", que passaram a utilizar recursos matemáticos para o cálculo de prémios, reservas e rendas. O primeiro atuário "moderno" foi William Morgan, que em 1775 recebeu esse cargo na Equitable Life de Londres.

## Atuários notáveis
- Benjamin Gompertz
- Edward Rowe Mores
- Frank Redington
- Harald Cramér
- Isaac Rubinow
- James Dodson
- Johannes Nikolaus Tetens
- John Finlaison
- Woolhouse
- William Makeham
- William Morgan

## No Brasil
No Brasil a profissão é regulamentada pelo Decreto-Lei nº806/69, Decreto 66.408/70 e normas complementares. Para atuar como atuário é necessário ser graduado em Ciências atuariais (cfe art. 2º do D-L nº806/69 e art. 9º do D 66.408/70) e estar inscrito, em livro próprio, no Ministério do Trabalho e Emprego.
O Instituto Brasileiro de Atuária (IBA), sociedade civil sem fins lucrativos, é quem encaminha o processo de registro ao Ministério do Trabalho e Emprego (cfe art. 3º do D-L nº806/69 e art. 12º do D 66.408/70), mas a decisão final, quanto ao registro, cabe ao Ministério do Trabalho e Emprego. 
Em 2005, o IBA instituiu uma prova de habilitação para seus novos membros (MIBA). Dados do Instituto, apontam que existem no Brasil cerca de 850 atuários, dois terços deles trabalhando em Fundos de Pensão ou Seguradoras.

## Em Portugal
Em Portugal, a Portaria n.º 111/94, alterada pela Portaria nº 6/97, define as funções do atuário responsável.